# Ca la Marieta de les Monges
Ca la Marieta de les Monges és una obra de Calafell (Baix Penedès) protegida com a bé cultural d'interès local. És un edifici de planta gairebé quadrangular amb cossos afegits a la part posterior, amb la façana principal al costat nord-est. Disposa d'un pati al darrere.

## Descripció
La casa consta de planta baixa i dos pisos. A la façana, al costat esquerre de la planta baixa, hi ha la porta per accedir, mitjançant una escala, als pisos. A la part superior de la porta hi ha una reixa de ferro amb la data de 1870. També hi ha una porta cotxera d'època contemporània. La composició de la façana a les plantes altes és simètrica. A dreta i a esquerra hi ha un balcó, amb llosana de pedra i barana de ferro, i una finestra a la part central, amb clavellinera de pedra amb elements ornamentals. A la clavellinera de la finestra del segon pis hi ha la inscripció "AÑO 1869". La finestra de la primera planta actualment està tapiada i, en el seu lloc, hi ha un plafó de rajoles, datat l'any 1992, amb la representació d'un vaixell de vela, obra d'Isidre Romeu Ivern. Sota de les llosanes dels balcons del segon pis hi ha unes cartel·les. A la façana hi ha, a més, dues plaques de rajoles, una amb la denominació de la casa i l'altra indica que en ella hi va néixer Alfons Santacana. A la part superior de la façana hi ha una cornisa motllurada. Actualment, la façana és arrebossada i pintada de color blanc i ocre.

## Història
L'edifici va ser construït l'any 1869 com a residència particular. En aquesta casa (que va ser durant un curt període, a començaments de segle xx, un convent de monges) va néixer l'any 1927 Alfons Santacana, editor de pel·lícules cinematogràfiques. Va treballar amb directors com Luis García Berlanga, Pedro Masó o Sergio Leone, en els anomenats spaghetti-westerns.